# Phân cấp hành chính Azerbaijan
Azerbaijan về mặt hành chính được phân chia thành 59 quận (rayonlar; số ít rayon), 11 thành phố (şəhərlər; số ít şəhər), 1 cộng hoà tự trị (muxtar respublika) có 7 quận và 1 thành phố. Các rayon được chia tiếp thành các khu tự quản (Bələdiyyəsi).
Ngoài ra, Azerbaijan còn được chia thành chín vùng kinh tế (İqtisadi Rayonar; số ít İqtisadi Rayonu). Mỗi vùng gồm một số quận, song đây không phải là một cấp hành chính. Cộng hoà Tự trị Nakhchivan tạo thành vùng kinh tế thứ 10.

## Vùng và Cộng hoà tự trị

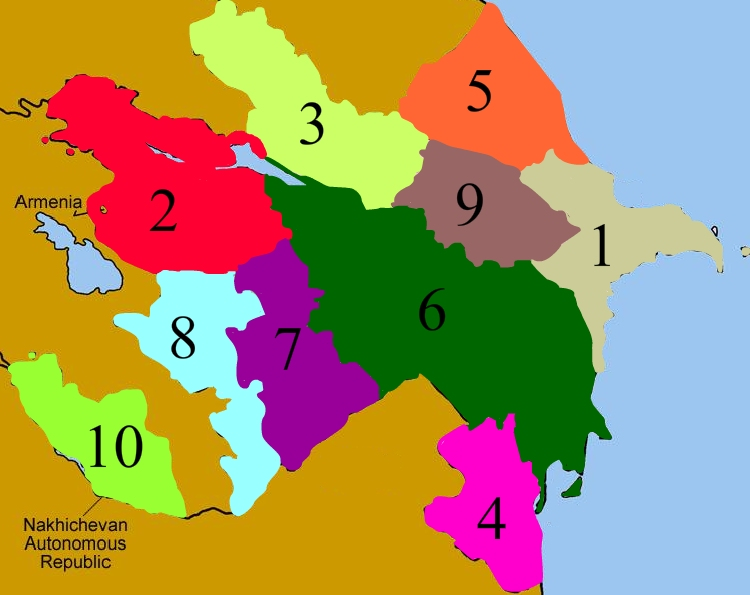
Mười vùng của Azerbaijan.

| Số hiệu | Vùng           | Diện tích (km²) | Dân số    |
| ------- | -------------- | --------------- | --------- |
| 1       | Abşeron        | 5.420           | 2.613.300 |
| 2       | Gəncə-Qazax    | 12.480          | 1.191.700 |
| 3       | Şəki-Zaqatala  | 8.969           | 543.400   |
| 4       | Lənkəran       | 6.140           | 926.500   |
| 5       | Quba-Xaçmaz    | 6.960           | 498.400   |
| 6       | Aran           | 23.375          | 1.893.036 |
| 7       | Yuxarı Qarabağ | 7.253,5         | 628.200   |
| 8       | Kəlbəcər-Laçın | 6.400           | 231.300   |
| 9       | Dağlıq Şirvan  | 6.060           | 287.800   |
| 10      | Nakhchivan     | 5.550           | 414.900   |

## Phân cấp hành chính

### Azerbaijan liền kề

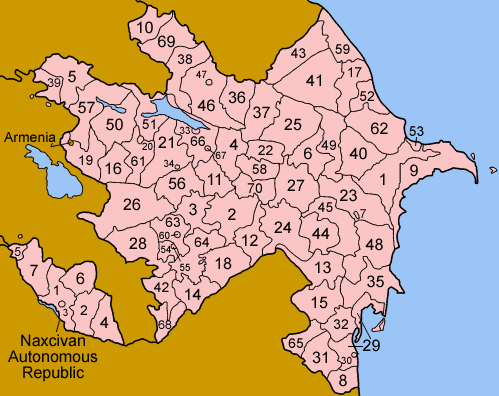
Phân cấp hành chính của Azerbaijan. Phân cấp của Nakhchivan được liệt kê ở phần sau.

Lãnh thổ Nagorno-Karabakh trên danh nghĩa thuộc về các rayonsau của Azerbaijan: Khojavend, Shusha, Khojaly, phần phía đông của Kalbajar và phần phía tây của Tartar. Trong thời Liên Xô, khu vực này được gọi là Tỉnh tự trị Nagorno-Karabakh; song vào ngày 26 tháng 11 năm 1991, Nghị viện CHXHCNXV Azerbaijan đã bãi bỏ vị thế tự trị của Nagorno-Karabakh. Sau đó, lãnh thổ của tỉnh tự trị cũ được phân chia giữa các rayon kể trên. Do Chiến tranh Nagorno-Karabakh, hầu hết lãnh thổ này hiện nằm dưới quyền kiểm soát của lực lượng người Armenia đến từ Nagorno-Karabakh và Armenia. Cộng hòa Nagorno-Karabakh (NKR) tự xưng cũng kiểm soát một phần lớn lãnh thổ tại miền tây nam Azerbaijan bên ngoài Nagorno-Karabakh. Cộng hoà Nagorno-Karabakh có hệ thống phân cấp hành chính riêng của họ, không công nhận các rayon của Azerbaijan trên lãnh thổ do họ kiểm soát.
| Số hiệu | Quận                    | Tên Azerbaijan | Thủ phủ    | Diện tích (km²) | Dân số (2011) | Vùng             | Ghi chú                                                                 |
| ------- | ----------------------- | -------------- | ---------- | --------------- | ------------- | ---------------- | ----------------------------------------------------------------------- |
| 1       | Absheron                | Abşeron        | Xirdalan   | 1.360           | 192.900       | Absheron         | Gồm một vùng tách rời thuộc Baku                                        |
| 2       | Aghjabedi               | Ağcabədi       | Aghjabadi  | 1.760           | 124.000       | Aran             |                                                                         |
| 3       | Aghdam                  | Ağdam          | Alibeili   | 1.150           | 180.600       | Yukhari-Karabakh | Phần phía tây do Cộng hòa Nagorno-Karabakh kiểm soát thực tế            |
| 4       | Aghdash                 | Ağdaş          | Agdash     | 1.050           | 100.600       | Aran             |                                                                         |
| 5       | Aghstafa                | Ağstafa        | Agstafa    | 1.500           | 81.400        | Ganja-Qazakh     |                                                                         |
| 6       | Aghsu                   | Ağsu           | Agsu       | 1.020           | 72.100        | Daglig-Shirvan   |                                                                         |
| 7       | Shirvan (thành phố)     | Şirvan         |            | 30              | 78.700        | Aran             | Named Ali Bayramli (Əli Bayramlı) cho đến năm 2008                      |
| 8       | Astara                  | Astara         | Astara     | 620             | 98.300        | Lankaran         |                                                                         |
| 9       | Baku (thành phố)        | Bakı           |            | 2.130           | 2.092.400     | Absheron         | Gồm 12 rayonlar, đây là thủ đô và thành phố lớn nhất tại Azerbaijan     |
| 10      | Balaken                 | Balakən        | Balakan    | 920             | 91.100        | Shaki-Zaqatala   |                                                                         |
| 11      | Barda                   | Bərdə          | Barda      | 960             | 143.900       | Aran             |                                                                         |
| 12      | Beilagan                | Beyləqan       | Beylagan   | 1.130           | 87.900        | Aran             |                                                                         |
| 13      | Bilasuvar               | Biləsuvar      | Bilasuvar  | 1.400           | 90.300        | Aran             |                                                                         |
| 14      | Jebrail                 | Cəbrayıl       | Jabrayil   | 1.050           | 72.700        | Yukhari-Karabakh | Cộng hòa Nagorno-Karabakh kiểm soát thực tế                             |
| 15      | Jalilabad               | Cəlilabad      | Jalilabad  | 1.440           | 196.500       | Lankaran         |                                                                         |
| 16      | Dashkasan               | Daşkəsən       | Daşkəsən   | 1.050           | 33.200        | Ganja-Qazakh     |                                                                         |
| 17      | Shabran                 | Şabran         | Shabran    | 1.090           | 53.000        | Quba-Khachmaz    | Named Davachi (Dəvəçi) cho đến năm 2010                                 |
| 18      | Fizuli                  | Füzuli         | Fizuli     | 1.390           | 118.900       | Yukhari-Karabakh | Phần phía tây do Cộng hòa Nagorno-Karabakh kiểm soát thực tế            |
| 19      | Gadabay                 | Gədəbəy        | Gadabay    | 1.290           | 95.000        | Ganja-Qazakh     | Giáp một vùng tách rời của Armenia                                      |
| 20      | Ganja (thành phố)       | Gəncə          |            | 110             | 316.300       | Ganja-Qazakh     | Thành phố lớn thứ nhì tại Azerbaijan                                    |
| 21      | Geranboy                | Goranboy       | Geranboy   | 1.760           | 96.200        | Ganja-Qazakh     |                                                                         |
| 22      | Goychay                 | Göyçay         | Goychay    | 740             | 111.100       | Aran             |                                                                         |
| 23      | Hacuqabul               | Hacıqabul      | Qazimemmed | 1.640           | 67.300        | Aran             |                                                                         |
| 24      | Imishli                 | İmişli         | Imishli    | 1.820           | 116.600       | Aran             |                                                                         |
| 25      | Ismailly                | İsmayıllı      | Ismailly   | 2.060           | 80.900        | Daglig-Shirvan   |                                                                         |
| 26      | Kelbajar                | Kəlbəcər       | Kelbajar   | 3.050           | 83.200        | Kalbajar-Lachin  | Cộng hòa Nagorno-Karabakh kiểm soát thực tế                             |
| 27      | Kyurdamir               | Kürdəmir       | Kyurdamir  | 1.630           | 105.700       | Aran             |                                                                         |
| 28      | Lachin                  | Laçın          | Lachin     | 1.840           | 70.900        | Kalbajar-Lachin  | Cộng hòa Nagorno-Karabakh kiểm soát thực tế                             |
| 29      | Lankaran                | Lənkəran       | Lankaran   | 1.540           | 209.900       | Lankaran         |                                                                         |
| 30      | Lankaran (thành phố)    | Lənkəran       |            | 70              | 83.300        | Lankaran         |                                                                         |
| 31      | Lerik                   | Lerik          | Lerik      | 1.080           | 76.400        | Lankaran         |                                                                         |
| 32      | Masally                 | Masallı        | Masally    | 720             | 202.500       | Lankaran         |                                                                         |
| 33      | Mingachevir (thành phố) | Mingəçevir     |            | 130             | 97.800        | Aran             |                                                                         |
| 34      | Naftalan (thành phố)    | Naftalan       |            | 30              | 9.100         | Ganja-Qazakh     |                                                                         |
| 35      | Neftchala               | Neftçala       | Neftchala  | 1.450           | 81.300        | Aran             |                                                                         |
| 36      | Oghuz                   | Oğuz           | Oghuz      | 1.220           | 40.900        | Shaki-Zaqatala   |                                                                         |
| 37      | Qabala                  | Qəbələ         | Qabala     | 1.550           | 95.600        | Shaki-Zaqatala   |                                                                         |
| 38      | Qakh                    | Qax            | Qakh       | 1.490           | 53.900        | Shaki-Zaqatala   |                                                                         |
| 39      | Qazakh                  | Qazax          | Qazakh     | 700             | 90.800        | Ganja-Qazakh     | Có hai vùng tách rời lọt trong Armenia                                  |
| 40      | Gobustan                | Qobustan       | Gobustan   | 1.370           | 41.100        | Daglig-Shirvan   |                                                                         |
| 41      | Quba                    | Quba           | Quba       | 2.580           | 155.600       | Quba-Khachmaz    |                                                                         |
| 42      | Qubadli                 | Qubadlı        | Qubadli    | 800             | 36.700        | Kalbajar-Lachin  | Cộng hòa Nagorno-Karabakh kiểm soát thực tế                             |
| 43      | Qusar                   | Qusar          | Qusar      | 1.540           | 89.300        | Quba-Khachmaz    |                                                                         |
| 44      | Saatly                  | Saatlı         | Saatly     | 1.180           | 95.100        | Aran             |                                                                         |
| 45      | Sabirabad               | Sabirabad      | Sabirabad  | 1.470           | 155.400       | Aran             |                                                                         |
| 46      | Shaki                   | Şəki           | Shaki      | 2.430           | 173.500       | Shaki-Zaqatala   |                                                                         |
| 47      | Shaki (thành phố)       | Şəki           |            | 9               | 63.700        | Shaki-Zaqatala   |                                                                         |
| 48      | Salyan                  | Salyan         | Salyan     | 1.790           | 124.900       | Aran             |                                                                         |
| 49      | Shamakhi                | Şamaxı         | Shamakhi   | 1.610           | 93.700        | Daglig-Shirvan   |                                                                         |
| 50      | Shamkir                 | Şəmkir         | Shamkir    | 1.660           | 196.100       | Ganja-Qazakh     |                                                                         |
| 51      | Samukh                  | Samux          | Nebiagali  | 1.450           | 54.600        | Ganja-Qazakh     |                                                                         |
| 52      | Siazan                  | Siyəzən        | Siazan     | 700             | 38.400        | Quba-Khachmaz    |                                                                         |
| 53      | Sumqayit (thành phố)    | Sumqayıt       |            | 80              | 314.800       | Absheron         |                                                                         |
| 54      | Shusha                  | Şuşa           | Shusha     | 290             | 29.700        | Yukhari-Karabakh | Cộng hòa Nagorno-Karabakh kiểm soát thực tế                             |
| 55      | Shusha (thành phố)      | Şuşa           |            | 5.5             | 4.100         | Yukhari-Karabakh | Cộng hòa Nagorno-Karabakh kiểm soát thực tế                             |
| 56      | Tartar                  | Tərtər         | Tartar     | 960             | 98.400        | Yukhari-Karabakh | Phần phía tây do Cộng hòa Nagorno-Karabakh kiểm soát thực tế            |
| 57      | Tovuz                   | Tovuz          | Tovuz      | 1.900           | 160.700       | Ganja-Qazakh     | Có biên giới với một lãnh thổ tách rời của Armenia                      |
| 58      | Ujar                    | Ucar           | Ujar       | 850             | 79.800        | Aran             |                                                                         |
| 59      | Khachmaz                | Xaçmaz         | Khachmaz   | 1.050           | 162.100       | Quba-Khachmaz    |                                                                         |
| 60      | Khankendi (thành phố)   | Xankəndi       |            | 8               | 55.200        | Yukhari-Karabakh | Thủ đô thực tế của Cộng hòa Nagorno-Karabakh với tên gọi là Stepanakert |
| 61      | Goygol                  | Xanlar         | Goygol     | 1.030           | 58.300        | Ganja-Qazakh     | Khanlar trước đây                                                       |
| 62      | Khizi                   | Xızı           | Khizi      | 1.850           | 14.700        | Absheron         |                                                                         |
| 63      | Khojali                 | Xocalı         | Khojali    | 940             | 26.500        | Yukhari-Karabakh | Cộng hòa Nagorno-Karabakh kiểm soát thực tế                             |
| 64      | Khojavend               | Xocavənd       | Khojavend  | 1.460           | 42.100        | Yukhari-Karabakh | Cộng hòa Nagorno-Karabakh kiểm soát thực tế                             |
| 65      | Yardymli                | Yardımlı       | Yardymli   | 670             | 59.600        | Lankaran         |                                                                         |
| 66      | Yevlakh                 | Yevlax         | Yevlakh    | 1.540           | 119.600       | Aran             |                                                                         |
| 67      | Yevlakh (thành phố)     | Yevlax         |            | 95              | 59.036        | Aran             |                                                                         |
| 68      | Zangilan                | Zəngilan       | Zangilan   | 710             | 40.500        | Kalbajar-Lachin  | Cộng hòa Nagorno-Karabakh kiểm soát thực tế                             |
| 69      | Zaqatala                | Zaqatala       | Zaqatala   | 1.350           | 120.300       | Shaki-Zaqatala   |                                                                         |
| 70      | Zardab                  | Zərdab         | Zardab     | 860             | 54.000        | Aran             |                                                                         |
|         |                         |                | Tổng       | 81.100          | 8.700.600     |                  |                                                                         |

### Nakhchivan

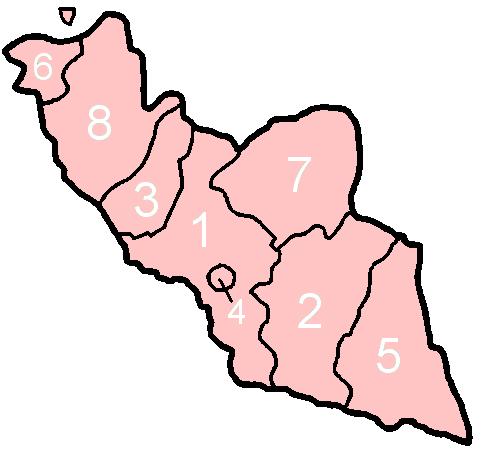
Phân cấp tại Nakhichevan.

Bảy quận và một thành phố của Cộng hoà tự trị Nakhchivan được liệt kê bên dưới.
| Số hiệu | Quận                   | Tên Azerbaijan | Thủ phủ | Diện tích (km²) | Dân số (2011) | Ghi chú |
| ------- | ---------------------- | -------------- | ------- | --------------- | ------------- | --- |
| 1       | Babek                  | Babək          | Babek   | 900             | 65.100        | Trước gọi là Nakhchivan; đổi tên theo Babak Khorramdin vào năm 1991                                                                  |
| 2       | Julfa                  | Culfa          | Julfa   | 1.000           | 42.600        | Cũng viết là Jugha hay Dzhulfa. |
| 3       | Kangarli               | Kəngərli       | Givraq  | 680             | 28.600        | Tách từ Babek vào năm 2004 |
| 4       | Nakhchivan (thành phố) | Naxçıvan       |         | 130             | 84.700        | Tách từ Nakhchivan (Babek Rayon) vào năm 1991                                                                                        |
| 5       | Ordubad                | Ordubad        | Ordubad | 970             | 46.100        | Tách từ Julfa thời Xô viết hoá |
| 6       | Sadarak                | Sədərək        | Sədərək | 150             | 14.400        | Tách từ Sharur vào năm 1990; bao gồm khu tách rời Karki lọt trong Armenia                                                            |
| 7       | Shahbuz                | Şahbuz         | Shahbuz | 920             | 23.200        | Tách từ Nakhchivan (Babek) thời Xô viết hoá                                                                                          |
| 8       | Sharur                 | Şərur          | Sharur  | 810             | 105.400       | Trước gọi là Bash-Norashen khi hợp nhất vào Liên Xô và Ilyich (theo Vladimir Ilyich Lenin) từ giai đoạn hậu Xô viết hoá đến năm 1990 |
|         |                        |                | Tổng    | 5.560           | 410.100       | |